# Rambla de Prim
La Rambla de Prim és un carrer del  districte de Sant Martí de Barcelona, dedicat al militar i polític Joan Prim i Prats (Reus, 1814 - Madrid, 1870).

## Història i descripció
A la dècada del 1970, estava afectada per la construcció del primer Cinturó de Ronda (actualment Ronda del Mig), i el 1986, l'Ajuntament de Barcelona va presentar un projecte de l'arquitecte Javier San José, que proposava una calçada central elevada amb talussos laterals, al que els veïns presentaren al·legacions. Tanmateix, el Consell de Districte de Sant Martí no les va admetre, i l'any següent, començaren les obres de la primera fase entre els carrers de Llull i de Cristóbal. Aleshores, els veïns van començar les mobilitzacions i aconseguiren que el regidor del Districte canviés el projecte, recomençant les obres a finals del 1989, accelerades per la celebració dels Jocs Olímpics del 1992.
Els autors del projecte la van concebre la com un bulevard, és a dir, amb un espai central per al trànsit de persones, i equipaments públics com ara mobiliari, fonts, estanys, jardineres, sectors ajardinats amb gespa, bardisses i arbrat. A començament de la dècada del 2000, s'hi va habilitar un carril per bicicletes per la calçada, separat del trànsit motoritzat per tacs de goma, i a alguns trams, per les voreres centrals.
Té una amplada mitjana de 60 m, i una llargada aproximada de 4 km, amb una orientació sud-est nord-oest, seguint el traçat de la Riera d'Horta. Comença a la cruïlla de l'Avinguda Diagonal amb el passeig de Taulat, anomenada plaça de Llevant. Aquesta és adjacent a les places de Leonardo da Vinci i Ernest Lluch, popularment anomenades «l'esplanada del Fòrum». Creua la Gran Via de les Corts Catalanes mitjançant un pont que separa els barris de la Verneda i el Besòs i el Maresme, i després es creua amb la Rambla de Guipúscoa i el carrer de Santander, on hi ha una rotonda. Tot i que està previst que en un futur enllaci amb la Rambla de l'Onze de Setembre, el darrer tram, que acaba a la cruïlla de la Ronda de Sant Martí amb la Via Trajana, ja tocant les vies de tren, roman inacabat.